# 蔡名照
蔡 名照（さい めいしょう、1955年6月 - ）は、中華人民共和国の官僚・政治家。江蘇省新海連市出身。現職は中国共産党第19期中央委員会委員、第13回中国人民政治協商会議教育衛生委員会副主任。中国共産党の16大・17大・18大・19大代表。中国共産党第18期・第19期中央委員。第10回・第11回・第13回全国政治協商会議委員。

## 経歴
原籍は山東省日照県で、1955年6月に江蘇省新海連市に生まれた。1970年12月に中国人民解放軍に入隊。1974年3月に中国共産党入党。1978年3月に新華社江蘇分社に入社。1985年4月、副社長、党組成員、党組副書記に昇格。1992年5月、新華社山東分社社長、党組書記に転任。1993年4月、中央に移り、新華社秘書長に就任。1998年4月、新華社副社長に昇格。2000年8月、常務副編集長を兼務。2001年4月、中央対外広報弁公室副主任、国務院新聞弁公室副主任、中国外文出版発行事業局局長に任命。2009年10月、中国共産党中央宣伝部副部長に就任。2012年9月、呉恒権の後任として、人民日報社総編集長に任命された。2013年4月、中国共産党中央宣伝部副部長、中国共産党中央対外宣伝弁公室主任、国務院新聞弁公室主任に就任。2014年12月、新華社党組書記、社長に就任。2020年11月、中国人民政治協商会議13期常務委員会第14回会議で11日、蔡名照が中国人民政治協商会議教育衛生委員会副主任に選出された。